# Riccardo Ruggiero
Riccardo Ruggiero (Napoli, 26 agosto 1960) è un dirigente d'azienda italiano.

## Biografia
Figlio del diplomatico Renato Ruggiero, e laureato in giurisprudenza all'Università di Roma, inizia la sua carriera professionale alla Fininvest, presso la quale ricopre l'incarico di direttore vendite dal 1986 al 1988. Lascia l'azienda di Silvio Berlusconi per ricoprire il ruolo di responsabile commerciale e marketing in Italia della società telefonica AT&T.
Nel 1990 assume l'incarico di assistente dell'amministratore delegato nel Gruppo Olivetti, dove ricopre incarichi crescenti.
Nel 1996 è amministratore delegato di Infostrada, ruolo che lascia nel 2001 quando approda a Telecom Italia dove va a ricoprire la carica di amministratore delegato del gruppo guidato da Marco Tronchetti Provera. Dal 2005 al 2009 è stato presidente di Telecom Italia Sparkle.
Dal 2010 al 2015 è amministratore delegato di Aria, un operatore broadband titolare di una licenza su 40MHz di spettro su frequenza 3.5GHz, che permette di fornire servizi LTE UltraBroadband. A luglio 2015, Aria S.p.A ha avviato un'operazione di fusione con il Gruppo Tiscali, azienda di cui Ruggiero è amministratore delegato dal 2016 al 2018.
Dal 2019 è amministratore delegato di Melita Italia.